# Ито Дзякутю
Ито Дзякутю (яп. 伊藤若冲 ито: дзякутю:, 1 марта 1716 года — 27 октября 1800 года) — японский эксцентричный художник периода Эдо. Автор многочисленных работ в традиционных техниках. Часто обращался к изображению животных, цветов и птиц, наделяя их экзотической выразительностью.

## Биография
Родился в Киото, в семье бакалейщика. После смерти отца, с 1739 по 1755, содержал его магазин. Испытал сильное влияние дзэн-буддизма. Пользовался известностью, исполнял заказы на ширмы и храмовые картины во многих известных местах Японии (начиная с Кинкаку-дзи в Киото). Несмотря на коммерческий успех, вёл образ жизни интеллектуала, дружил со многими культурными и религиозными деятелями эпохи.

## Галерея

Работы Ито Дзякутю
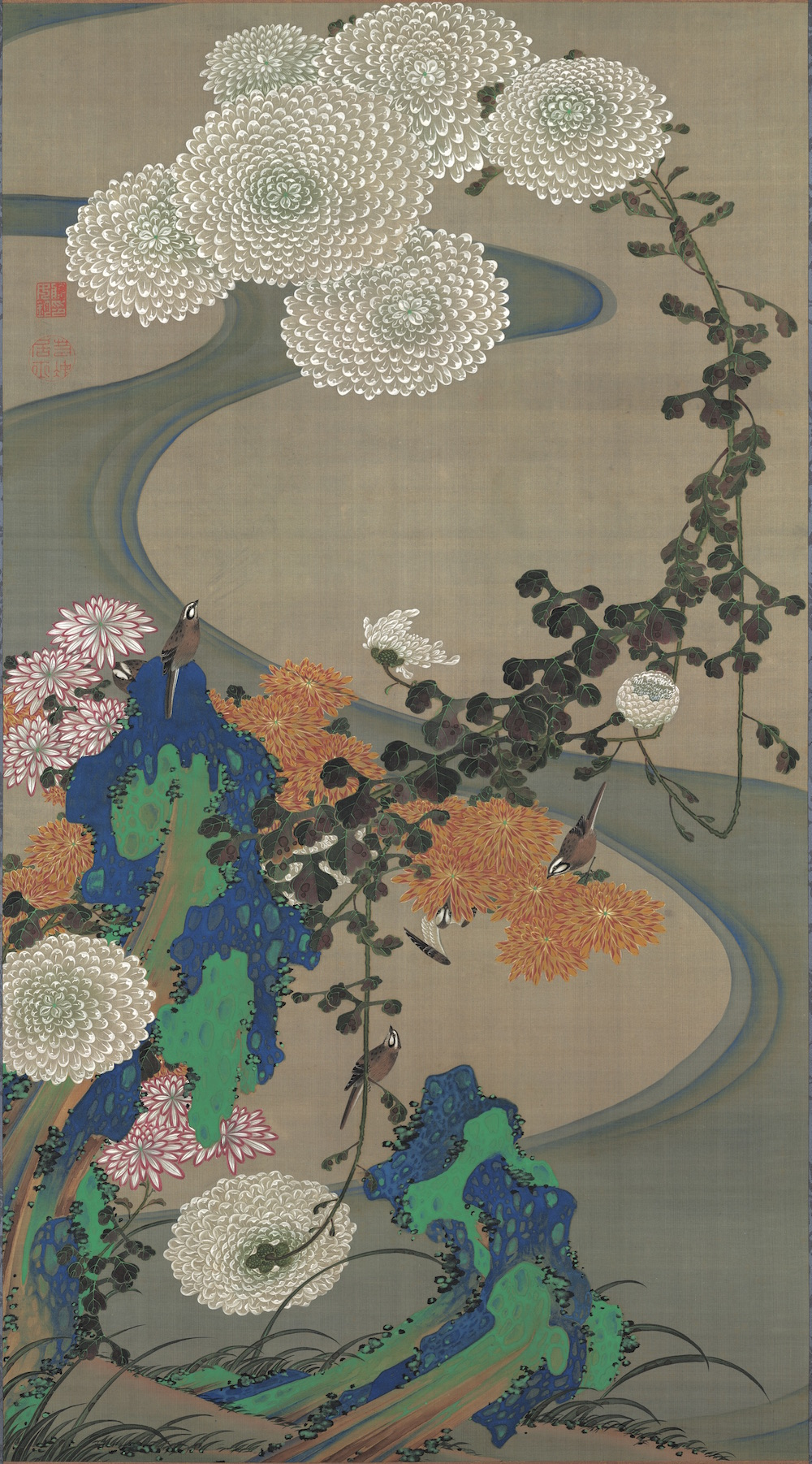
Хризантемы над руслом и камнями
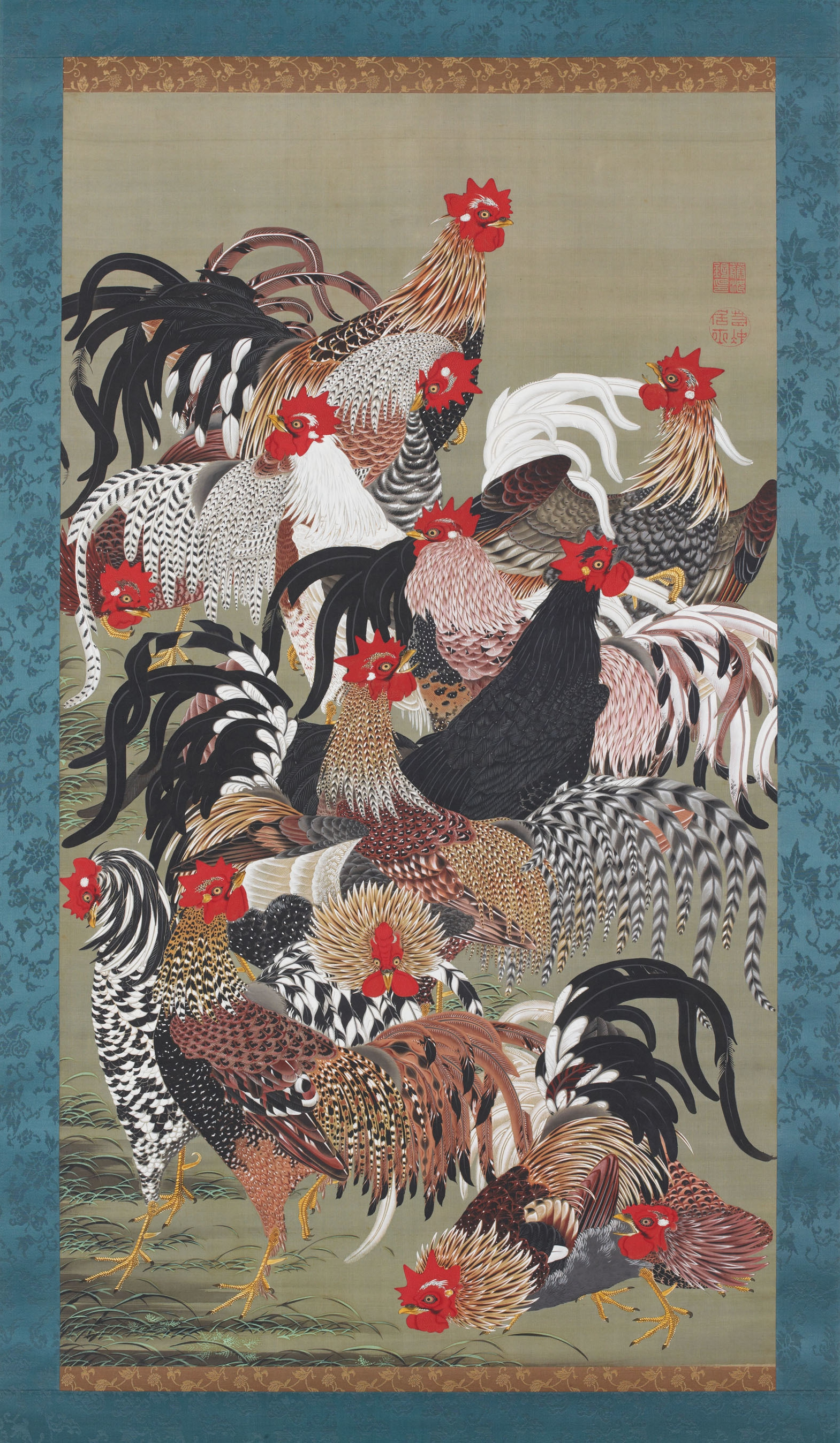
Петухи
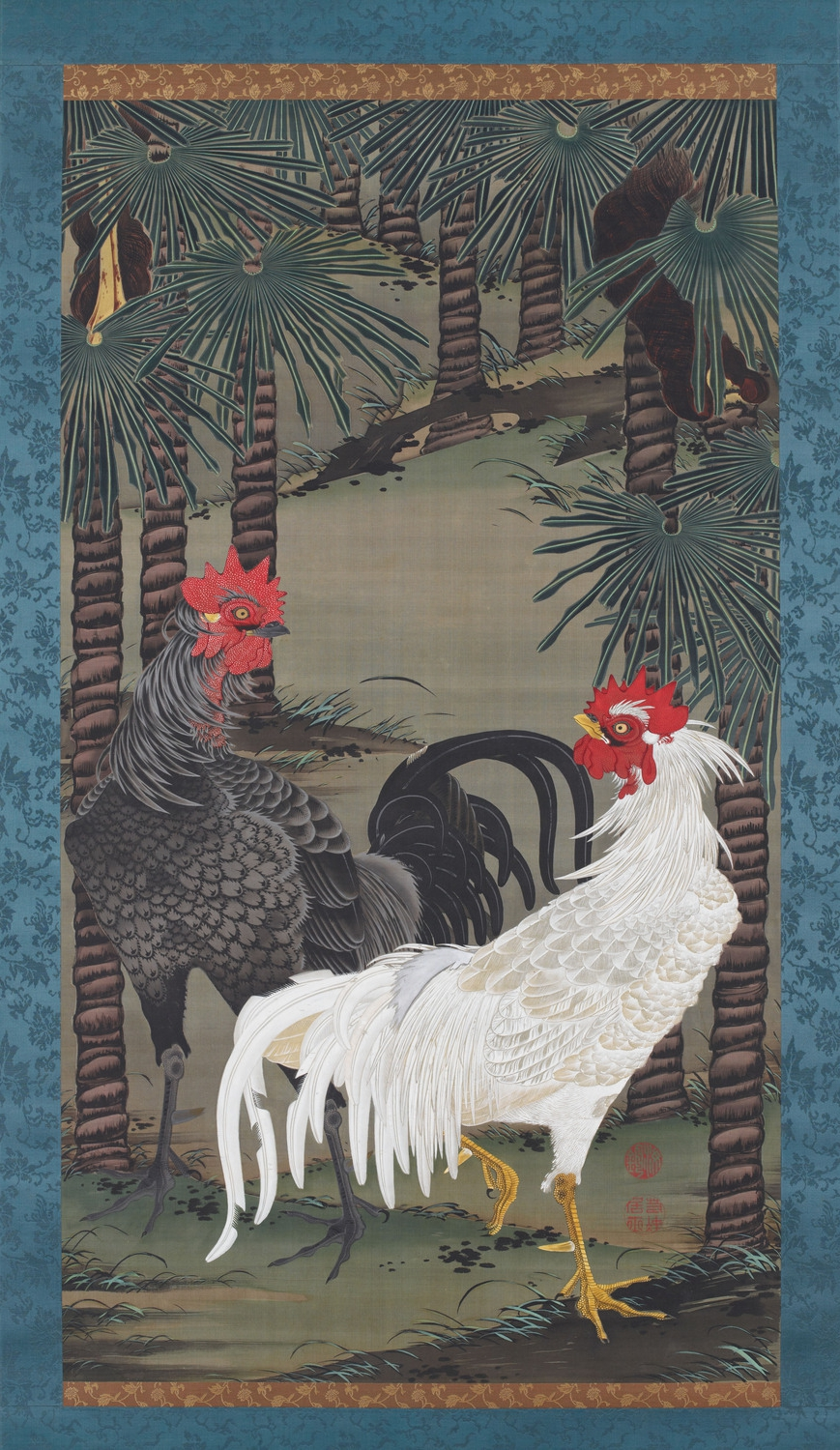
Петухи под пальмами
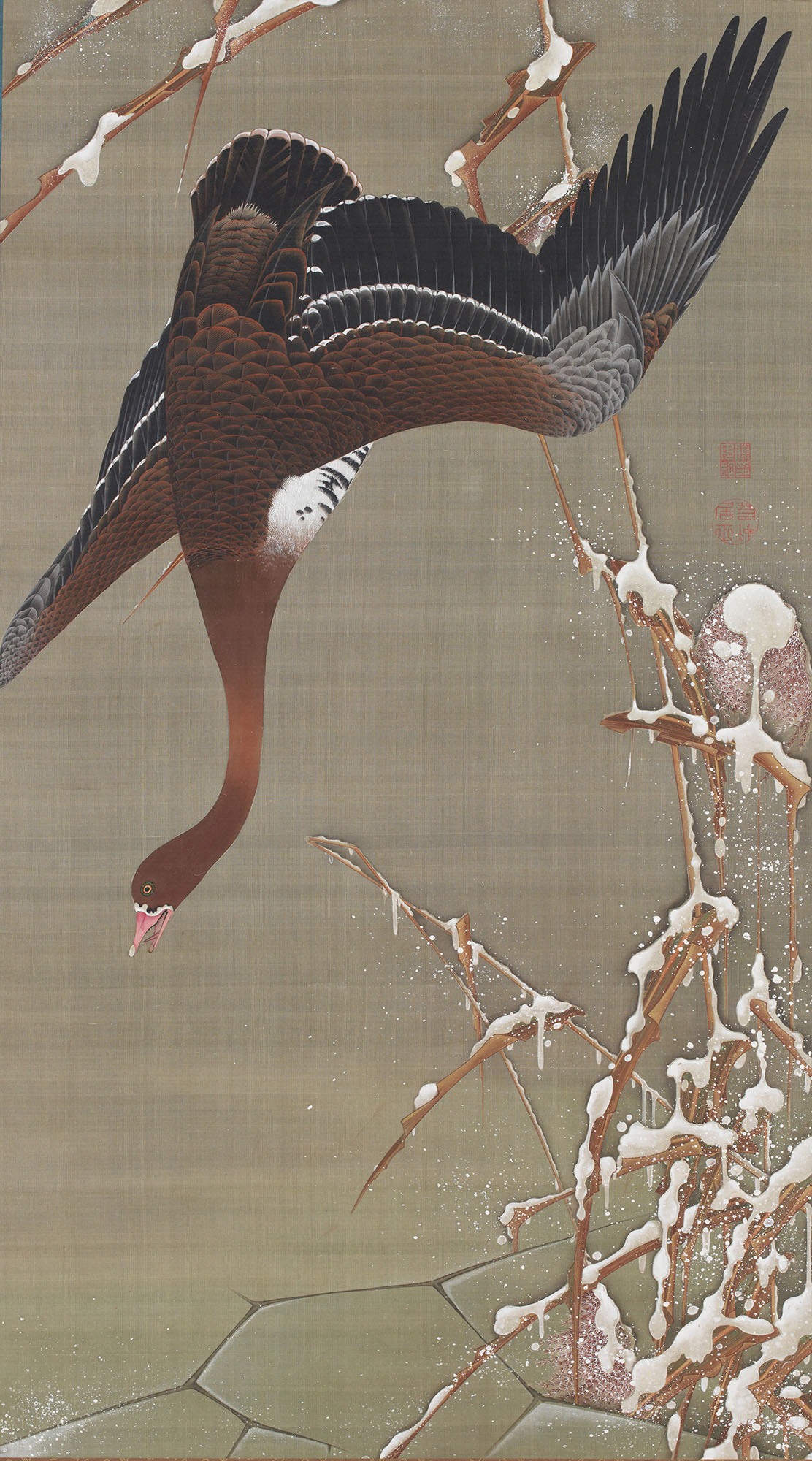
Дикие гуси на льду